# Antonij (Chrapovickij)
Metropolita Antonij (světským jménem Alexej Pavlovič Chrapovickij; 17. března ( OS ) 1863 – 10. srpna 1936) byl biskup ruské pravoslavné církve v Ruské říši, metropolita Kyjeva a Haliče, který po porážce Bílé armády gen. Petra Wrangela v jižním Rusku v listopadu 1920 emigroval a v roce 1921 se usadil v Sremských Karlovcích v Srbsku. Spolu s několika dalšími ruskými biskupy v exilu založil nezávislou ruskou církevní správu, která se snažila obsáhnout celou ruskou pravoslavnou diasporu, známou jako Ruská pravoslavná círke v zahraničí (ROCOR).

## Život
Alexej Pavlovič se narodil v Rusku 17. března (jul.) 1863 ve Vataginu, Novgorodském governorátu (nyní Okulovsky okres, Novgorodská oblast), jako syn šlechtického vlastníka půdy a generála. Poté, co získal světské středoškolské vzdělání na 5. petrohradském gymnáziu, v typu školy, která byla v té době pro mladého muže jeho původu a vzdělání velmi neobvyklá, poté studoval na Petrohradské teologické akademii, kterou absolvoval v roce 1885. V tomto roce se stal mnichem a dostal mnišské jméno Antonij (Antonín) na počest sv. Antonia Římana (Novgorodského). Dne 7. září 1897 byl archimandrita Anthonij vysvěcen na biskupa čeboksarského, vikáře kazaňské diecéze.
V polovině prosince 1918 byl spolu s arcibiskupem Eulogiem (Georgijevským) z Volyně zatčen vládou Symona Petljury  Hierarchové spolu s biskupem Nikodémem (Krotkovem) z Chigirinu byli drženi v baziliánském klášteře v Buchachu . Na jaře 1919, když Buchach dobyly polské síly, byli převezeni do kamaldulského kláštera poblíž Krakova. V létě 1919 byli osvobozeni díky práci francouzské diplomatické mise. Metropolita Antonij žil ve Lvově. V září 1919 odjel do Kubáně, poté se vrátil do Kyjeva, který držely bílá vojska generála Děnikina. Poté, co byl Kyjev znovu dobyt bolševiky v listopadu 1919, odešel do Jekatěrinodaru, kde byl zvolen prezidentem Dočasné vyšší církevní autority jihovýchodního Ruska. Po porážce děnikinské armády odešel v březnu 1920 do Řecka, kde získal podporu athénského arcibiskupa Meletia (Metaxakise). V září 1920 byl pozván generálem Pyotrem Wrangelem na Krym, tehdy ovládaný Wrangelovými protibolševickými silami. Po generálově porážce v listopadu 1920 Antonij definitivně opustil Rusko.
Stal se známým jako církevní polemik, který argumentoval proti papežské svrchovanosti. Ve 20. a 30. letech publikoval v ruštině mnoho knih o teologii a literatuře. Některé z jeho teologických názorů, zejména jeho soteriologie, byly ostře kritizovány řadou významných ortodoxních teologů. 
Založil ruskou pravoslavnou církev v zahraničí, která nebyla v područí sovětského režimu a v roce 2007 se opět spojila s ruskou pravoslavnou církví, jako její autonomní církev.